# 天生桥镇 (隆林县)
天生桥镇，是中华人民共和国广西壮族自治区百色市隆林各族自治县下辖的一个乡镇级行政单位。

## 行政区划
天生桥镇下辖以下地区：
马窝村、祥播村、九龙村、委果村、岩场村、播存村、安然村、科沙村、风仁村和岩卡村。